# Слован (хокейний клуб, Братислава)
Слован Братислава (словац. HC Slovan Bratislava) — хокейний клуб з м. Братислава, Словаччина. Заснований у 1921 році. Виступає у Словацький екстралізі. 
Чемпіон Чехословаччини (1979). Чемпіон Словаччини (1998, 2000, 2002, 2003, 2005, 2007, 2008, 2012, 2022). Володар Кубка Шпенглера (1972, 1973, 1974). Володар Континентального кубка (2004).
Домашні ігри команда проводить на «Словнафт Арені» (10000 глядачів). Офіційні кольори клубу: синій, червоний і білий.
Найсильніші гравці різних років:
- воротарі: Ян Єндек, Владімір Дзурілла, Марцел Сакач;
- захисники: Р. Горський, Растіслав Янчушка, Франтішек Грегор, М. Грегор, Е. Габриш, Й. Чапла, А. Бубник, В. Лукшейдер, Йозеф Буковінський, Мілан Кужела, Едуард Увіра, Р. Тайцнар, Любомір Уйварий, Любомір Рогачик, Любомір Вішньовський, Роберт Пукалович;
- нападаники: Ладіслав Горський, Карол Фако, Павел Забойник, Юліус Черницький, Ян Старший, Йозеф Голонка, Ш. Кордіак, Я. Міхл, П. Міхалець, І. Грандтнер, Вацлав Недоманський, Ярослав Вальтер, Душан Жишка, Маріан Штястний, Петер Штястний, Антон Штястний, Душан Пашек, Даріус Руснак, Здено Цігер, Йозеф Воскар, Іван Дорнич, Ян Яшко, Радован Кропач, Ріхард Капуш.

У 1979 році клуб тренував Ладіслав Горський.